# Bhaskar Sunkara
Bhaskar Sunkara (White Plains, 20 juni 1989) is een Amerikaans politiek schrijver, uitgever en activist. Hij is de oprichter van het tijdschrift Jacobin en was enige tijd vicevoorzitter van de Democratic Socialists of America (DSA).

## Persoonlijke achtergrond
Sunkara's ouders immigreerden in 1988, een jaar voor zijn geboorte, van Trinidad naar de Verenigde Staten, meer bepaald naar Westchester County (New York). Familie van moeders kant woonde al op Trinidad sinds de 19e eeuw. Zijn vader migreerde eerder van Andhra Pradesh naar Trinidad, waar hij een opleiding deed om dokter te worden. Toen Sunkara's ouders migreerden naar de Verenigde Staten, werd zijn vader administratief medewerker omdat zijn medische kwalificaties ontoereikend werden geacht. Zijn moeder werd telemarketeer.
- Gemeinsame Normdatei: 1113312394
- International Standard Name Identifier: 0000 0004 5048 8788
- Nationale Bibliotheek van Tsjechië: xx0321809
- Système universitaire de documentation: 196743516
- Virtual International Authority File: 36146332927218732436